# Jamag
Jamag (hebr. ימ"ג, skrót. od יחידת משמר הגבול, Jechidat Miszmar ha-Gwul, dosł. Jednostka Straży Granicznej, ang. Yamag) – nazwa izraelskich, dochodzeniowych jednostek specjalnych Straży Granicznej, funkcjonujących w latach 1998–2011. Ich zadaniem było samodzielne zwalczanie przestępczości kryminalnej na obszarach zurbanizowanych i rolniczych lub współdziałanie na tych płaszczyznach z oddziałami Policji Izraela. Jednostki te zaliczały się do formacji mista’arawim. Na ich bazie, w 2011 roku, sformowano jednostkę Szachar 101.

## Opis i struktura
Struktury Jamagu powstały w 1998 roku i zaliczane były do formacji mista’arawim. Funkcjonariusze tych jednostek realizowali swoje zadania pod przykryciem, infiltrując społeczność palestyńską . Jednostki Jamagu były specjalnymi, operacyjnymi jednostkami dochodzeniowymi, które miały zapewniać współpracę pomiędzy Strażą Graniczną a Policją Izraela.
Ich zadaniem było zwalczanie przestępczości zorganizowanej i kryminalnej na obszarach miejskich (handel narkotykami, kradzieże na dużą skalę, nielegalne posiadanie i handel bronią) oraz wiejskich (kradzież zwierząt hodowlanych, kradzież sprzętu rolniczego, niszczenie mienia, włamania). Funkcjonariusze zadania te realizowali poprzez zbieranie informacji, inwigilację ludności palestyńskiej, obserwację, aresztowania lub wsparcie innych jednostek.
Szkolenie funkcjonariuszy Jamagu trwało od 3,5 do 4 miesięcy. W jego trakcie przechodzili szkolenie strzeleckie w bazie Straży Granicznej w Bet Choron. Następnie przechodzili różne kursy specjalistyczne, m.in. walki z terroryzmem, technik detektywistycznych i dochodzeniowych, kamuflażu, technik operacyjnych.
Struktura Jamagu wyglądała następująco:
- Obszar północny (oddziały „Alon” i „Erez”),
- Obszar centralny (oddziały „Cabar” i „Almog”),
- Obszar Tel Awiwu (oddział „Barak”),
- Obszar Jerozolimy (oddziały „Lawi” i „Kfir”),
- Obszar południowy (oddziały „Dekel” i „Rotem”).

W 2011 roku doszło do reorganizacji w ramach Straży Granicznej i na bazie Jamagu utworzono jednostkę Szachar 101, która przejęła obowiązki oddziałów Jamagu .